# Pecari
Pecari és un gènere de mamífer de la família dels pècaris (Tayassuidae). El gènere era monotípic fins que el 2007 es descrigué P. maximus, però des d'aleshores s'han qüestionat les proves científiques pel seu estatus com a espècie distinta de P. tajacu.